# 三池島

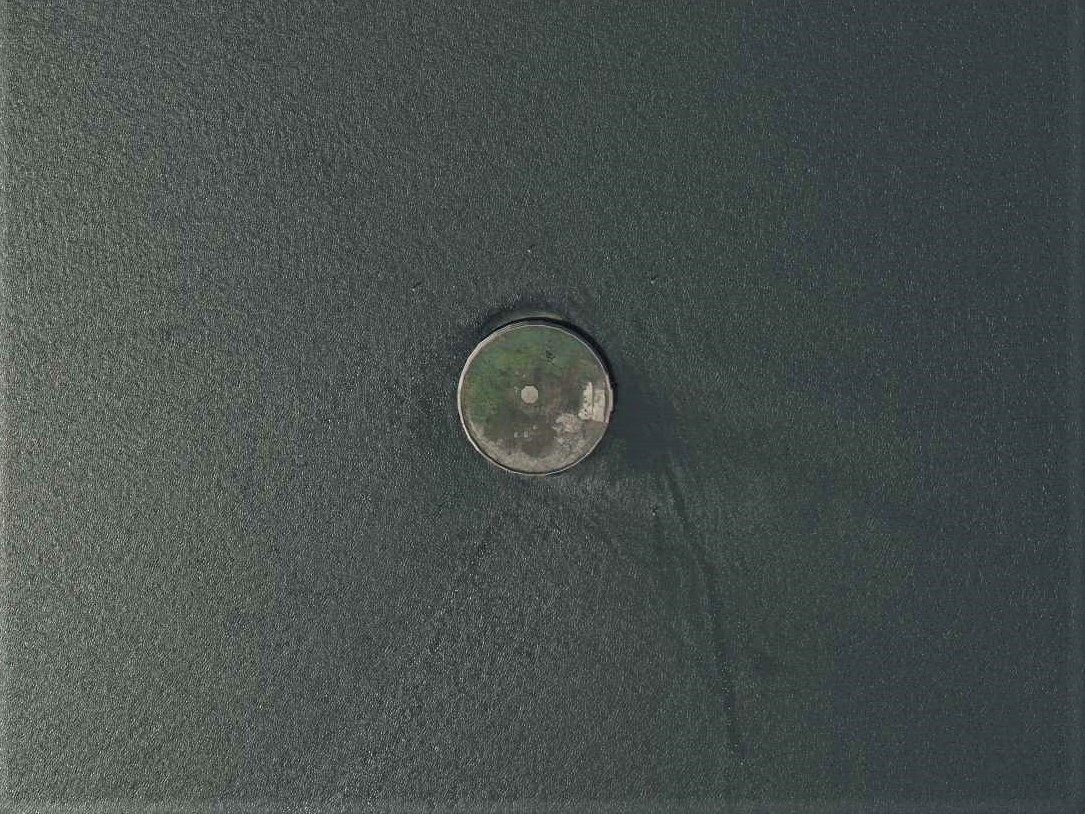
三池島の空中写真。
2008年5月3日撮影。。

三池島（みいけじま）は、福岡県大牟田市沖の有明海にある円形の人工島である。

## 概要
大牟田市の沖合約5.5kmにある、三井鉱山により造成された直径約92m、面積6400 m2の円形の島である。三池炭鉱の坑道の換気用として建設され、1970年（昭和45年）に完成した。無人島である。同種のものとして、1951年に建設された初島がある。
三池炭鉱閉山と前後して、三池島は絶滅危惧種であるベニアジサシやコアジサシの繁殖地となった。特に1994年（平成6年）に繁殖が初めて確認されたベニアジサシは、日本に於ける繁殖地の北限となっており、貴重な環境となっている。
三池島の所有者は現在も三井鉱山である。三井鉱山は大牟田市への譲渡を打診しているが、財政難ということもあり、大牟田市は維持補修費の予測が付かないとして、この提案を受け入れていない。なお、上記の自然保護の観点から、日本野鳥の会が大牟田市へ無償譲渡の受け入れを要望している。
2016年7月には、大牟田の港まつりの一環として三池島までのクルージングが行われた。